# Massaker von El Mozote
Das Massaker von El Mozote (spanisch La Masacre del Mozote) war ein durch Angehörige der regulären Armee verübter Massenmord an Zivilisten während des Bürgerkriegs in El Salvador. Es wurde von dem Batallón Atlácatl der Regierungstruppen (FAES) während einer Operation zur Guerilla-Bekämpfung vom 10. bis 12. Dezember 1981 in den Kantonen von El Mozote, La Joya und Los Toriles im nördlichen Departamento Morazán begangen.
Nach den Ermittlungen der Wahrheitskommission (UN-Kommission zur Untersuchung der während des Bürgerkriegs in El Salvador begangenen Gewalttaten) wurden etwa 900 Menschen in El Mozote und den umliegenden Kantonen während der Operación Rescate vom Batallón Atlácatl ermordet. Das Massaker war der gewalttätigste Angriff der Staatsmacht auf die Zivilbevölkerung während des Bürgerkriegs und gilt als eines der größten Kriegsverbrechen in der Geschichte Mittelamerikas.

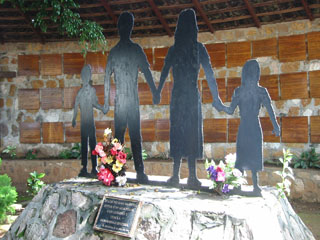
Gedenkstätte für die Opfer des Massakers von El Mozote

## Täter
Die Einheit Batallón Atlácatl war unter Aufsicht des US-Colonels John David Waghelstein an der US-amerikanischen Militärakademie School of the Americas aus Soldaten der Armee El Salvadors gebildet worden. Während des Einsatzes im Bürgerkrieg erhielt die Einheit Schulungen durch US-amerikanische Green Berets. Im Jahr 1989 war das Batallón Atlácatl auch an der weltweit mit Empörung aufgenommenen Ermordung von sechs Jesuitenpatres in der Universidad Centroamericana von San Salvador beteiligt.

## Das Geschehen inEl Mozote
Am Nachmittag des 10. Dezember 1981 kamen Einheiten des Batallón Atlácatl der FAES nach einem Zusammentreffen mit einer Abteilung der Guerilla in einen abgelegenen Teil von El Mozote. 
Das Batallón Atlácatl war ein Batallón de Infantería de Reacción Inmediata (BIRI), das speziell zur Aufstandsbekämpfung ausgebildet worden war. Es war die erste Einheit dieser Art der FAES und wurde Anfang 1981 durch Militärberater aus den USA trainiert. Unter der Bezeichnung Operación Rescate hatte sie den Befehl, die FMLN aus Nord-Morazan zu verdrängen, wo die Guerilla mehrere Stützpunkte und Lager hatte.
Der Kanton El Mozote war eine kleine ländliche Ansiedlung mit etwa 25 um einen Platz gelegenen Häusern, mit einer katholischen Kirche und einem Gebäude dahinter, das als El Convento (das Kloster) bekannt war. Hier wohnten die Priester während ihrer Besuche im Dorf. In der Nähe des Dorfes befand sich eine Schule. Bei der Ankunft der Soldaten waren nicht nur Bewohner des Kantons anwesend, sondern auch Bauern aus der Umgebung, die in El Mozote Zuflucht gesucht hatten. Die Soldaten befahlen, dass die Bewohner ihre Häuser verlassen und sich auf dem Platz versammeln sollten. Dort fragten sie nach Informationen über Guerilla-Aktivitäten, anschließend wiesen sie die Bewohner an, in ihre Häuser zurückzugehen und sich zu ihrer Verfügung zu halten. Die Soldaten blieben über Nacht und drohten mit Warnschüssen vor dem Verlassen des Dorfes.
Am nächsten Morgen ließen die Soldaten die Bevölkerung wieder am Platz antreten. Sie trennten Männer von Frauen und Kindern und brachten sie in verschiedenen Gruppen in die Kirche, das Convento und mehrere Häuser. Im Laufe des Vormittags gab es unterschiedslos Einzelverhöre mit Folter. Gegen Mittag begannen sie, die Frauen und Mädchen aus den Gruppen von ihren Kindern zu trennen, sie zu vergewaltigen und zu ermorden. Mädchen im Alter von zwölf Jahren wurden vergewaltigt, ihnen wurde vorgeworfen, sie seien Guerilla-Sympathisanten. Schließlich wurden die Kinder getötet. Die Soldaten schossen die in der Kirche eingesperrte Kindergruppe nieder. Nachdem die gesamte Bevölkerung ermordet worden war, setzten die Soldaten die Gebäude in Brand. Auch in der folgenden Nacht blieben die Soldaten in dem Ort.

## Das Geschehen in den umliegenden Kantonen von El Mozote
Am folgenden Tag, dem 12. Dezember, zogen die Soldaten des Batallón Atlácatl nach Los Toriles, einem zwei Kilometer von El Mozote entfernten Kanton. Dort versuchten mehrere der Einwohner zu entkommen. Wie in El Mozote wurden auch hier Männer, Frauen und Kinder gezwungen, ihre Häuser zu verlassen und am Platz anzutreten, um ermordet zu werden. Die Atlácatl führten ähnliche Aktionen in weiteren Kantonen durch, so in La Joya am 11. Dezember sowie in Jocote Amarillo und am Cerro Pando am 13. Dezember 1981.
Zuvor war am 9. Dezember nach einem Zusammenstoß von Regierungstruppen und Guerilla eine Abteilung des Batallón Atlácatl in das Dorf Arambala eingedrungen. Sie zwangen die Dorfbewohner, auf den Dorfplatz herauszutreten, die Männer wurden von Frauen und Kindern getrennt. Sie sperrten die Frauen und Kinder in die Kirche und befahlen den Männern zu bleiben. Dann wurde mehreren Männern vorgeworfen, Helfer der Guerilla zu sein. Sie wurden gefesselt, gefoltert und als Gefangene abgeführt. Die Bewohner von Arambala fanden später die Leichen von drei der Gefangenen.
Am 10. Dezember 1981 besetzte eine andere Abteilung des Batallón Atlácatl den Cantón Cumarol. Auch hier wurden die Bewohner gezwungen, auf dem Platz anzutreten, auch sie wurden verhört, jedoch wurde niemand getötet.
Die aufschlussreichste Zeugenaussage über die Geschehnisse von El Mozote war die von Rufina Amaya, einer Überlebenden des Massakers. Sie gab ihre Zeugenaussage bei den Ermittlungen der Wahrheitskommission zu Protokoll. Bis zu ihrem Tod im März 2007 kämpfte sie für Gerechtigkeit für die Opfer des Massakers.

## Aufarbeitung
Das Batallón Atlácatl wurde 1992 im Rahmen des salvadorianischen Friedensabkommens („Acuerdos de Paz de Chapultepec“) aufgelöst, welches den 11-jährigen Bürgerkrieg beendete. Am 16. Januar 2012 besuchte der damalige Präsident Mauricio Funes El Mozote, verurteilte das Massaker und bat im Rahmen einer Zeremonie die Angehörigen der Opfer um Vergebung. Er bezeichnete es als Akt der Barbarei und nannte die Namen der drei ranghöchsten Befehlshaber der Spezialeinheit Atlácatl als Verantwortliche. Außerdem ordnete er die Streitkräfte an, ihre Geschichte zu untersuchen.